# Spiraea kwangsiensis
Spiraea kwangsiensis là loài thực vật có hoa trong họ Hoa hồng. Loài này được T.T. Yu miêu tả khoa học đầu tiên năm 1963.